# Vic Chao
Víctor Chao es un actor estadounidense. Es mejor conocido por interpretar al Dr. Seiji Shimada en Mega Shark Versus Giant Octopus, al Dr. Shinji Shimada en Command & Conquer: Red Alert 3 - Uprising, Eric Tsu en The Crew, Kenshi, Sektor, Goro y Triborg en Mortal Kombat X y el agente McCallan de CTU y el agente Mark Dornan del FBI en dos temporadas de 24. Actualmente, interpreta al fiscal de distrito Daniel Chen en General Hospital.

## Filmografía

### Películas
| Año  | Título                                | Papel                           | Notas                  |
| ---- | ------------------------------------- | ------------------------------- | ---------------------- |
| 2000 | Hammerlock                            | Miembro de la banda de Huong Lo |                        |
| 2001 | Pearl Harbor                          | Doctor japonés                  |                        |
| 2001 | Rat Race                              | Ingeniero                       |                        |
| 2003 | 7 Songs                               | Turista japonés                 |                        |
| 2005 | Miss Congeniality 2: Armed & Fabulous | Agente Hills                    |                        |
| 2005 | Dogg's Hamlet, Cahoot's Macbeth       | Inspector                       |                        |
| 2006 | Mad Cowgirl                           | Charlie                         |                        |
| 2006 | Goldfish                              | Mark                            |                        |
| 2008 | Living Hell                           | Sgt. Walter Kinoshita           | Película de televisión |
| 2008 | Mask of the Ninja                     | Shokofu                         | Película de televisión |
| 2008 | The Big V                             | Lightning Guy                   | Cortometraje           |
| 2009 | Mega Shark Versus Giant Octopus       | Seiji Shimada                   | Directo a video        |
| 2009 | The Devil's Matchmaker                | Tim Wood                        | Cortometraje           |
| 2012 | Money Fight                           | General Krang joven             |                        |
| 2013 | Walk of Shame                         | Shift Captain                   |                        |
| 2015 | Pipe Dream                            | Charles Takahashi               | Cortometraje           |
| 2015 | American Ultra                        | Thug                            |                        |
| 2016 | Casa Vita                             | Max the Trainer                 | Película de televisión |
| 2023 | El Rey Mono                           | Aldeano                         |                        |

### Televisión
| Año  | Título                           | Papel                | Notas                                |
| ---- | -------------------------------- | -------------------- | ------------------------------------ |
| 2004 | All That                         | Prisionero           | Episodio: "Drake Bell"               |
| 2014 | Quick Draw                       | Wong Fei Hung        | Episodio: "Chinatown"                |
| 2014 | Mentes criminales                | Copiloto Philip Tran | Episodio: "A Thousand Suns"          |
| 2018 | Heathers                         | Mr. Finn             | 2 episodios                          |
| 2019 | Young Justice                    | Doctor Moon (voz)    | Episodio: "Triptych"                 |
| 2019 | El ascenso de las tortugas ninja | Boss Bruce (voz)     | Episodio: "You Got Served"           |
| 2020 | Great Pretender                  | Liu Xiao (voz)       | Episodios #15-23: Wizard of Far East |
| 2021 | Ben 10                           | Agente Six (voz)     | Episodio: "Ben Gen 10"               |

### Videojuegos
| Año  | Título                                    | Papel                              | Notas                 |
| ---- | ----------------------------------------- | ---------------------------------- | --------------------- |
| 2004 | World of Warcraft                         |                                    |                       |
| 2009 | Command & Conquer: Red Alert 3 – Uprising | Doctor Shimada                     |                       |
| 2011 | Kinect: Disneyland Adventures             |                                    |                       |
| 2012 | Sleeping Dogs                             | Johnny Ratface, Siu Wah, Joey Kwan |                       |
| 2012 | World of Warcraft: Mists of Pandaria      |                                    |                       |
| 2012 | XCOM: Enemy Unknown                       | Soldado                            |                       |
| 2013 | BioShock Infinite                         | Chen Lin                           |                       |
| 2014 | The Crew                                  | Eric Tsu                           |                       |
| 2015 | Mortal Kombat X                           | Kenshi, Goro, Sektor, Triborg      |                       |
| 2018 | Spider-Man                                | Voces adicionales                  |                       |
| 2018 | NBA 2K19                                  | Wang Chao                          |                       |
| 2019 | Judgment                                  | Renji Honda                        | [ 2 ]                 |
| 2020 | Final Fantasy VII Remake                  | Tseng                              | [ 3 ]                 |
| 2020 | Ghost of Tsushima                         | Takeshi                            | Captura de movimiento |
| 2021 | Lost Judgment                             | Renji Honda                        | [ 4 ]                 |
| 2022 | Crisis Core: Final Fantasy VII Reunion    | Tseng                              | [ 5 ]                 |
| 2023 | Mortal Kombat 1                           | Kenshi                             | [ 6 ]                 |